# Fescennia

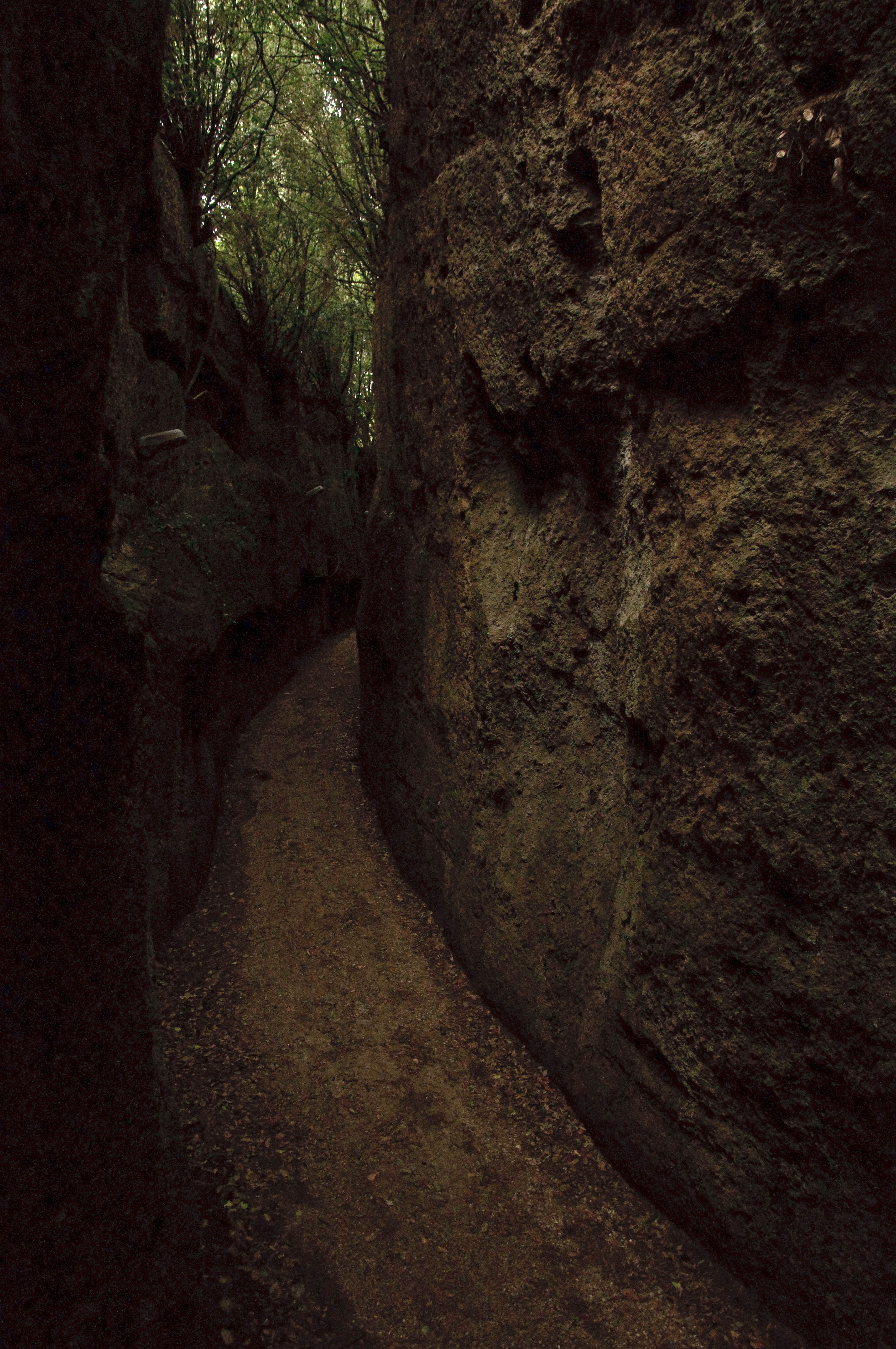
El corte etrusco en Corchiano, posible ubicación de la antigua Fescennia.

Fescennia o Fescennium fue una antigua ciudad de origen etrusco/falisco, que probablemente se ubicaba al norte del moderno Corchiano, a 10 km al noroeste de Civita Castellana, en la provincia de Viterbo de la Italia Central. La atraviesa la Via Amerina.
Según el historiador Dionisio de Halicarnaso, fue fundado por los sículos, luego se establecieron allí los pelasgos y finalmente los faliscos. La ciudad fue aliada de los etruscos contra los romanos que ocuparon el territorio en 241 a. C. Sus habitantes y los de la vecina Falerii Veteres (ahora Civita Castellana) fueron trasladados a la colonia de Falerii Novi.
En Corchiano, se pueden rastrear muros similares a los existentes en la Riserva S. Silvestro, y el lugar es un triángulo característico entre dos barrancos profundos, con el tercer lado (oeste) cortado por un arroyo. Aquí se pueden ver restos de dos puentes, y varias tumbas han sido excavadas.
El término versos fescenninos se refiere a determinado tipo de canción popular que se cantaba en fiestas de la Antigua Roma y otros lugares. Según Festo, estas canciones fueron introducidas desde Fescennia, pero otros piensan que no hay razón para suponer que una ciudad en particular estuviera especialmente dedicada al uso de este estilo poético.